# Airman's Medal
Airman's Medal (förkortning: AmnM) är en tapperhetsmedalj för USA:s flygvapen och USA:s rymdstyrka, som delas ut av USA:s flygvapendepartement och som ges för hjältemod i situationer utanför väpnad strid, vilket även kan vara för dåd utanför tjänsten.

## Bakgrund
Medaljen ges inte för ordinära insatser. Vanligt är även att mottagarens liv måste ha varit i fara själv.
Medaljen infördes 1960 och ersatte då arméns motsvarighet, Soldier's Medal, för flygvapnets räkning. Medaljens släpspännedesign påminner om arméns motsvarighet men har andra färger. Medaljen utdelas i presidentens namn av flygvapenministern.